# パイオニア3号
パイオニア3号（Pioneer 3）は、1958年12月6日5時45分12秒（UTC）にアメリカ陸軍弾道ミサイル局がアメリカ航空宇宙局と協力してジュノーIIを用いて打上げたスピン安定方式探査機である。この探査機は月探査を目的としていたが、計画通り月を通過して太陽周回軌道に入ることが出来ず、地球に戻ってくるまでに102,360 kmの高度へ達した。探査機の目的は、2つのガイガー＝ミュラー計数管を用いてヴァン・アレン帯外側の放射を測定することと月撮影実験のトリガー機構を試験することへ変更された。

## 探査機設計
パイオニア3号は、高さ58 cm、底面直径25 cmの円錐型で、円錐は薄い繊維ガラス製で、電気伝導性を良くするために金で覆われ、温度を10 - 50 ℃の範囲に保つために白の縞模様で塗られた。円錐頂点には、アンテナとして働く探針が接続された。また円錐の底部には、電力を供給する環状の水銀電池が取付けられた。環の中央からは光電子センサが突き出しており、センサは、月より3万 km以内に近付くと月からの光で2つの光電セルが起動するように設計されていた。円錐の中央には、電線と2つのガイガー＝ミュラー計数管が配置された。質量0.5 kgの送信機が0.1 Wの位相変調信号を960.05 MHzの周波数で伝送した。変調搬送波電力は0.08 Wで、合計実効放射電力は0.18 Wとなった。スピン停止機構は、2本の1.5 mのワイヤ先端に付いた各7 gの重りによって構成され、打上げ10時間後に作動する。重りにより探査機スピンは400 rpmより徐々に遅くなり、6 rpmになるとワイヤが分離される。

## ミッション

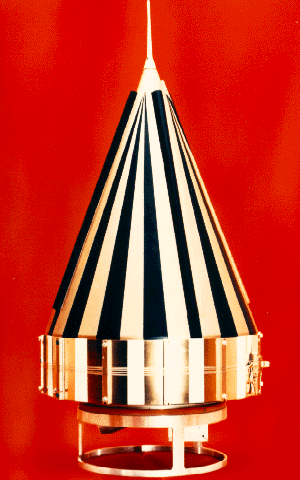
パイオニア3号

パイオニア3号の飛行計画は、打上げ33.75時間後に月近くを通過し、太陽周回軌道へ入るというものであった。しかし、推進剤枯渇によって第1ステージのエンジンが3.7秒早く停止し、脱出速度へ達することが出来なかった。また、射出角度も計画の68°ではなく、約71°であった。探査機は、地球へ戻る前に高度102,360 km（地球中心より109,740 km）に達し、12月7日のおよそ19時51分（UST）にアフリカ上空、推定北緯16.4°東経18.6°の地点で大気圏再突入し、燃え尽きた。探査機は38時間6分の飛行のうち、約25時間に渡って伝送を返して来た。それ以外の13時間は、2つの追跡基地からの通信が途絶する位置にあった。返って来たデータによると、ほとんどの時間帯で、内部温度は約43 ℃に保たれた。
パイオニア3号は、月フライバイという当初のミッション目的は果たせなかったが、得られたデータはジェームズ・ヴァン・アレンにとって非常に貴重なものであった。パイオニア3号のデータは、エクスプローラー1号・3号のデータと併せ、地上数百マイルから数千マイル上空まで地球を取り巻く2つ目の放射帯発見に繋がり（さらに外側の放射帯は、スプートニク2・3号によって発見されていた）、発見者の名前を取ってヴァン・アレン帯と命名された。